# Песко-Саннита
Песко-Саннита (итал. Pesco Sannita) — коммуна в Италии, располагается в регионе Кампания, подчиняется административному центру Беневенто.
Население составляет 2175 человек, плотность населения составляет 91 чел./км². Занимает площадь 24 км². Почтовый индекс — 82020. Телефонный код — 0824.
Покровителем коммуны почитается святая Репарата, празднование 19 августа. 